# Theresien-Gymnasium Ansbach
Das Theresien-Gymnasium Ansbach (umgangssprachlich: ThG) ist das größte staatliche Gymnasium im mittelfränkischen Ansbach.

## Geschichte
Nach einer ersten Schulgründung als „Lehranstalt für Töchter“ am 1. Juni 1795 durch Johann Gottlieb Reuter (1764–1831) dauerte es gut zehn Jahre, bis eine gewisse Stabilität (vor allem in finanzieller Hinsicht) erreicht war. Doch durch den Vertrag von Schönbrunn fiel 1806 Ansbach von Preußen an Bayern; finanzielle und private Probleme Reuters verschärften sich, so dass er 1811 resignierte.
Am 1. Juni 1812 wurde die Schule feierlich unter der Leitung von Heinrich Stephani wieder eröffnet; dieses Datum gilt als offizielle Schulgründung, auch wenn diese Wiedergründung sich eng an das Wirken von Reuter anlehnte. Lange Zeit litt die Schule unter Finanzproblemen; erst als König Ludwig I. die „höhere Töchterschule“ zur „Öffentlichen Königlichen Unterrichts- und Lehranstalt für höhere weibliche Bildung“ erklärte, war eine gewisse Sicherheit erreicht.
Namensgeberin wurde zum 24. Mai 1837, dem 25. Geburtstag der Schule, Königin Therese von Bayern (1792–1854, Gemahlin König Ludwigs I., nach der auch die Münchner Theresienwiese benannt ist). Therese von Bayern besuchte „ihre Schule“ später mehrmals.
Am 9. Januar 1906 wurde die Übernahme des „Theresien-Instituts“ durch die Stadt Ansbach beschlossen; die Schule hieß nun „Städtische höhere Mädchenschule zu Ansbach – Theresien-Institut“. Die Stadt errichtete für die Schule einen Neubau an der Karolinenstraße. Die Schülerinnenzahl im Schuljahr 1918/19 betrug 176 Mädchen.
Ab dem Schuljahr 1924/25 übernahm Orth die Leitung des Theresien-Instituts, welches zu einem Lyzeum umgestaltet wurde, da nunmehr auch den Schülerinnen der Zugang zu Gymnasien erlaubt war. Die Schule hieß nunmehr „Städtisches Mädchenlyzeum Ansbach“. Im Jahr 1939 übernahm Friedrich Klee die Leitung der Schule, die unter dem größer werdenden Einfluss der nationalsozialistischen Ideen und unter kriegsbedingten Problemen litt (Kälteferien wegen der fehlenden Kohlen, Räumung des Schulgebäudes und Schichtunterricht gemeinsam mit anderen Schulen). Mit dem Schuljahr 1941/42 wurde die Schule zu einer vollwertigen Oberschule umgestaltet, so dass nun auch die allgemeine Hochschulreife abgelegt werden konnte. Die Schülerinnenzahl stieg bis auf 500 Mädchen im Jahr 1944, dem Entlassjahr des ersten eigenen Abiturjahrgangs.
Nach der Wiedereröffnung im Frühjahr 1946 konnten erst nach und nach der Lehrermangel und die Raumnot – durch einen Anbau im Jahr 1956 – gelindert werden. Aus finanziellen Überlegungen heraus dachte die Stadt Ansbach als Träger der Schule über eine Zusammenlegung mit der Jungenoberrealschule, dem heutigen Platen-Gymnasium, nach. Aufgrund von Elternprotesten wurde stattdessen die Verstaatlichung als „staatliches Theresien-Gymnasium“ zum Schuljahr 1965/66 bewilligt. In der Folge wurde der mathematisch-naturwissenschaftliche Zweig abgewickelt und stattdessen eine sozialwissenschaftliche Ausrichtung, zusätzlich zum weiterbestehenden neusprachlichen Zweig, betrieben.

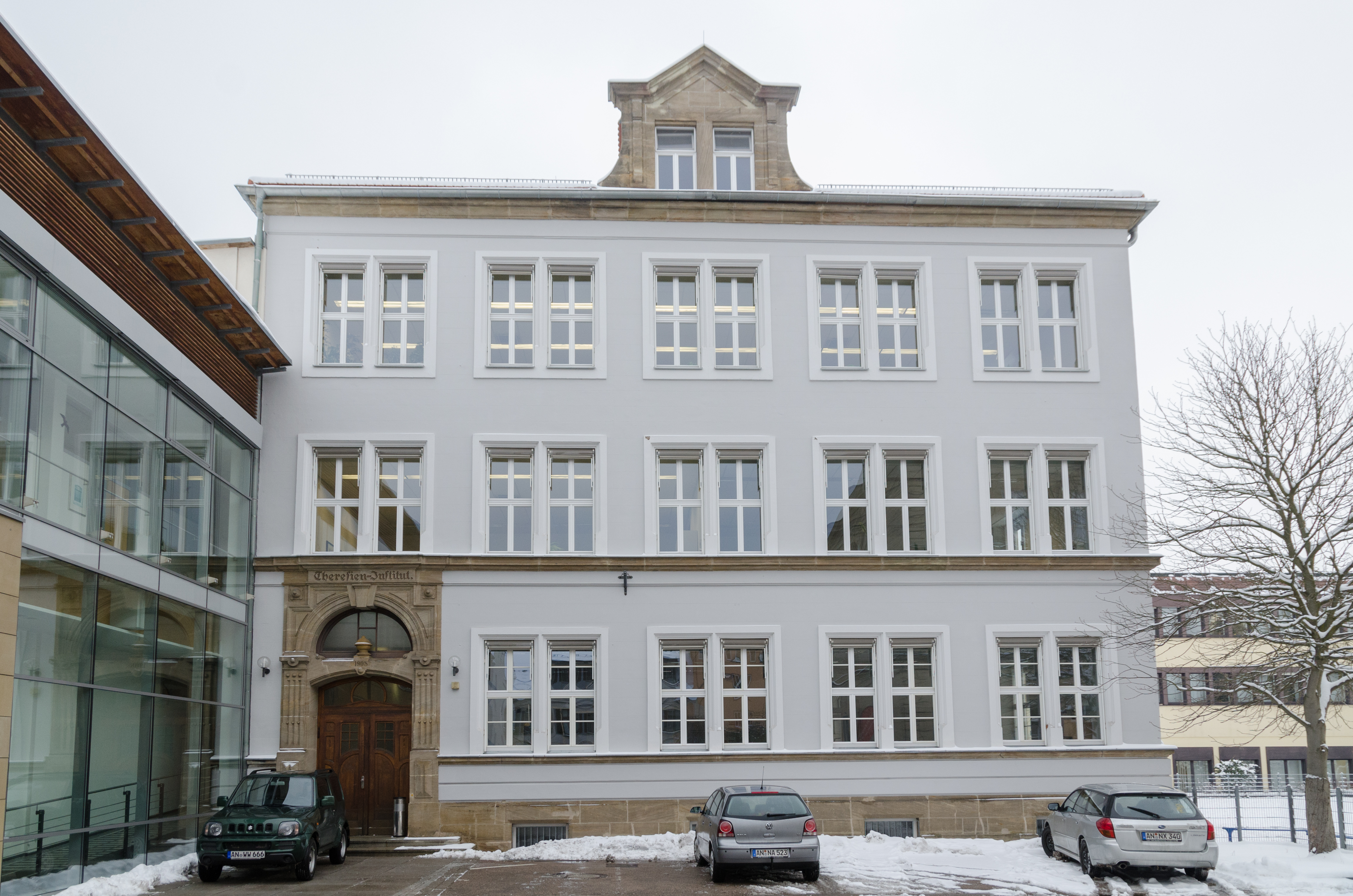
Altes Schulgebäude bis 1977 (Karolinenstraße)

Im Schuljahr 1977/1978 zog die Schule in den Neubau des Schulzentrums Nord, der im nördlichen Teil Ansbachs in unmittelbarer Nachbarschaft zur Realschule gelegen ist. In der Farbgestaltung des Neubaus wurde die grüne Schulfarbe (die Mützen der Schülerinnen waren traditionell weinrot, versehen mit grünen Bändern) aufgegriffen. Nach einem ersten Anlauf 1973 wurde im Jahr 1978 damit begonnen, auch Jungen aufzunehmen. Sie blieben lange in der Minderheit; erst rund 25 Jahre später waren die Geschlechter-Anteile in der Eingangsklasse etwa ausgeglichen.
Aufgrund steigender Schülerzahlen wurde im Jahr 1995 das Schulhaus durch einen Ergänzungsbau mit vier zusätzlichen Klassenzimmern erweitert. Es folgten mehrere weitere Aufstockungen (u. a. neuer Physiktrakt, neues Lehrerzimmer) und eine Erweiterung der Sporthalle. Die Einführung des G8 bedingte im Jahr 2006 einen weiteren Anbau. Neben Fach-, Klassen- und mehreren Aufenthaltsräumen beinhaltet dieser jüngste Anbau die Mittagsversorgung mit eigener Schulküche. In den Schuljahren 2008/09 bis 2011/12 waren aber bereits wieder Container-Klassenzimmer nötig, um die Raumnot zu lindern. Seit September 2012 kann ein weiterer Neubau mit insgesamt acht zusätzlichen Klassenzimmern genutzt werden, eine weitere Turnhalle für das Theresien-Gymnasium wurde in den Neubau der benachbarten Realschulturnhalle integriert.
Das Gymnasium zählt mit etwa 1000 Schülern zu den größten Schulen im Landkreis Ansbach.

## Pädagogische Arbeit
Ein Schwerpunkt des Theresien-Gymnasiums liegt in der wirtschafts- und sozialwissenschaftlichen Ausbildung der Schüler und reiht sich damit in ein vielfältiges gymnasiales Bildungsangebot der Stadt ein. Das Platen-Gymnasium weist eine naturwissenschaftlich-technologische und sprachliche Ausrichtung auf, während das Gymnasium Carolinum humanistisch, musisch und sprachlich positioniert ist.
Ab der fünften Jahrgangsstufe wird obligatorisch Englisch als erste Fremdsprache unterrichtet, ab der sechsten Klasse kommt eine zweite Sprache, Latein oder Französisch, hinzu. In der 10. Jahrgangsstufe kann Spanisch als spätbeginnende Fremdsprache (statt Englisch) belegt werden, muss dann aber bis zum Abitur fortgeführt werden.
Zudem besteht die Möglichkeit, einen bilingualen Zug ab der sechsten Jahrgangsstufe zu belegen. Dabei wird in den Intensivierungsstunden der Mittelstufe jeweils eine Stunde zur vertiefenden Behandlung von Themen aus der Geographie bzw. Wirtschafts- und Rechtslehre herangezogen.
In der achten Klasse muss man sich am bayerischen Gymnasium auf eine Ausbildungsrichtung festlegen, hieraus folgt eine Schwerpunktsetzung von etwa fünf Wochenstunden, die allgemeinbildenden Fächer sind davon nicht berührt. Am ThG sind aktuell der sozialwissenschaftliche und der wirtschaftswissenschaftliche Zweig wählbar. Der wirtschaftswissenschaftliche Zweig vertieft Aspekte der Wirtschafts- und Arbeitswelt, z. B. durch das Kernfach Wirtschafts- und Rechtslehre sowie Wirtschaftsinformatik. Im Rahmen einer Studienwoche erfolgen neben Betriebserkundungen auch betriebs- und volkswirtschaftliche Planspiele. Der sozialwissenschaftliche Zweig beinhaltet neben dem Kernfach Sozialkunde auch eine vertiefte Gesundheits- und Ernährungslehre. Durch mehrere Praktika, teilweise in sozialen Einrichtungen, wird ein größerer Praxisbezug erzeugt.
Seit dem Schuljahr 2006/2007 wird in Kooperation mit der Städtischen Musikschule Ansbach für die Jahrgangsstufe fünf und sechs eine Bläserklasse angeboten. Der reguläre Musikunterricht wird teilweise durch eine Ensemblestunde ersetzt und eine zusätzliche Wochenstunde zum Erlernen eines Blasinstrumentes eingeführt.
Die ersten Schülerinnen und Schüler aus sogenannten Einführungsklassen, die nach Abschluss einer Real- oder Mittelschule in gesonderten 10. Klassen auf die Oberstufe des Gymnasiums vorbereitet werden, haben 2012 am ThG ihre Allgemeine Hochschulreife erworben. Seitdem wurden jährlich weitere Einführungsklassen eingerichtet. Aufgrund der Einführungsklassen wird am Theresien-Gymnasium auch im Jahr 2025 die Möglichkeit zur Abiturprüfung bestehen, während an den meisten Schulen in Bayern durch die Rückkehr zum G9 keine Abiturprüfungen abgehalten werden.
Als erstes Gymnasium in Ansbach bietet es einen offenen Ganztageszug an, mittlerweile in mehreren Gruppen. Als erste Schule in Ansbach richtete das ThG im Schuljahr 2017/18 zwei „Tablet-Klassen“ ein, ab der 5. Jahrgangsstufe. Seit der Einführung sind jeweils mindestens zwei der Eingangsklassen Tablet-Klassen.

## Schüleraustausch
Das Theresien-Gymnasium betreibt mehrere Schüleraustausche. Seit 1988 besteht für Schüler der achten und neunten Klasse bei Wahl von Französisch als zweite Fremdsprache die Möglichkeit an einem Austausch mit dem französischen Collége Endarra in Anglet teilzunehmen. Der Austausch findet im jährlichen Wechsel jeweils im Mai statt. Für Schüler der Mittelstufe besteht außerdem ein Austausch mit dem Gymnasium in Kežmarok in der Slowakei, seit 2013 mit drei Schulen in Südafrika, seit 2017 mit Costa Rica und seit 2018 mit Israel.

## Projekte
Anlässlich des Europäischen Jahres der Sprachen 2001 nahm das Gymnasium am vom BMBF geförderten Projekt „Sprachen öffnen Türen“ teil. Die Integration von Fremdsprachen in Fächer wie Informatik durch die Schüler selbst und die Verleihung eines schulinternen „Europa-Zertifikates“ bei erfolgreicher Teilnahme, wurde im Abschlussbericht explizit als ein gutes Beispiel unter rund 2900 hauptsächlich schulischen Projekten hervorgehoben.
Das Gymnasium unterhielt unter dem Namen Theresien-Nachwuchs-Television, kurz TNT, eine Filmgruppe. Diese nahm regelmäßig an Wettbewerben und Filmfestivals teil. Einen der größten Erfolge feierte die Gruppe auf dem Bundesfilmfestival SPIELFILM im Jahr 2005 mit einer Goldmedaille für den Film Annas Antwort. Daraufhin erfolgte eine Weitermeldung zu den Deutschen Filmfestspielen für nicht kommerzielle Filme des Bundesverbandes Deutscher Film-Autoren als einer von etwa 50 Beiträgen.
Die Schule wird regelmäßig für Ausstellungen genutzt, so zum Beispiel im Jahr 2007 die vom BMFSFJ geförderte multimediale Wanderausstellung Anne Frank. Ein Mädchen aus Deutschland des Anne-Frank-Zentrums Berlin oder 2020 über die „Mütter des Grundgesetzes“. Es bestehen Kooperationen mit der Hochschule Ansbach, dem Department Physik der Universität Erlangen-Nürnberg und weiterer Bildungseinrichtungen. Das Theresien-Gymnasium versteht sich als Schule ohne Rassismus – Schule mit Courage.